# Pekka Koskela
Pour les articles homonymes, voir Koskela (homonymie).
Pekka Koskela, né le 29 novembre 1982 à Mänttä est un patineur de vitesse finlandais spécialiste des courtes distances (500 et 1 000 m). Il est l'ancien détenteur du record du monde du 1 000 mètres qu'il a réalisé en 2007 à Salt Lake City. Koskela est double vice-champion du monde du sprint, en 2007 à Hamar et en 2013 à Salt Lake City. Il a également participé à trois éditions des Jeux olympiques d'hiver en 2006, 2010 et 2014, avec comme meilleur résultat une dixième place au 500 m des Jeux de Turin en 2006.

## Palmarès

### Jeux olympiques d'hiver
| Épreuve / Édition   | 500 mètres | 1 000 mètres | 1 500 mètres | 5 000 mètres | 10 000 mètres | Mass start | Poursuite par équipes |
| JO 2006 Turin       | 10e        | 31e          | —            | —            | —             | —          | —                     |
| JO 2010 Vancouver   | 33e        | —            | —            | —            | —             | —          | —                     |
| JO 2014 Sotchi      | 17e        | —            | —            | —            | —             | —          | —                     |
| JO 2018 Pyeongchang | 19e        | —            | —            | —            | —             | —          | —                     |

Légende :
- : première place, médaille d'or
- : deuxième place, médaille d'argent
- : troisième place, médaille de bronze
- : pas d'épreuve
- — : Non disputée par le patineur
- DSQ : disqualifiée

### Championnats du monde
| Compétition                           | Or | Argent     | Bronze                      |
| Championnats du monde de sprint       |    | 2007, 2013 |                             |
| Championnats du monde toutes épreuves |    |            | 2005 (1 000 m) 2012 (500 m) |

- Coupe du monde
  - 2e du classement du 500 mètres en 2012.
  - 14 victoires.